# Dennis Wolf
Dennis 'Big Bad' Wolf (Tokmak, Kirgizië, 30 oktober 1978) is een Duits professioneel bodybuilder, aangesloten bij de IFBB. Wolfs meest aansprekende resultaten zijn een vierde plek in Mr Olympia 2008 en een vijfde plek één jaar eerder. Bij de amateurs werd Wolf in 2005 IFBB-wereldkampioen. 

## Fysiek en statistieken
Wolfs fysiek wordt gekenmerkt door een grote (spier)massa, kenmerkende V-torso (V-vormige rug), brede rug en massieve schouders. Relatief zwakke punten zijn zijn kuiten, middenrug en lage rug. Zelf noemt hij zijn bovenste borstspieren en triceps als probleemgebieden. Zijn gewicht varieert van 127 tot 136 kilogram.

### Statistieken februari 2009
- Wedstrijdgewicht: 117 kilogram
- Lengte: 180 cm
- Taille: 74 cm
- Borstomvang: 142 cm
- Bovenarmen: 56 cm
- Bovenbenen: 79 cm
- Kuiten: 43 cm

## Biografie
Wolf werd geboren in de fabrieksstad Tokmak in Kirgizië  (toenmalige Sovjet-Unie), en is de oudste van drie broers. Zijn vroege leven werd gekenmerkt door relatieve armoede. In zijn jeugd beoefende hij enkele sporten, waaronder basketbal.  In 1992 verhuisde hij met zijn moeder, van Duitse komaf, en broers naar Marl in Duitsland. Hij deed aan Muay Thai, wat zijn interesse niet wist vast te houden. Na zijn middelbareschooltijd ging Wolf als schilder en ramenzetter aan de slag, iets wat hij tot 2003 deed. Geïnspireerd door Arnold Schwarzenegger begon Wolf op achttienjarige leeftijd met bodybuilding. Dankzij zijn uitstekende genetica had hij een groot potentieel. Hij boekte al snel resultaat, wat hem motiveerde door te gaan. Amateur-bodybuilder en jurylid Mike Schultz motiveerde Wolf om aan wedstrijden deel te gaan nemen. In het begin combineerde Wolf lange werkdagen met slopende trainingen. Twee jaar later, op twintigjarige leeftijd en bij een gewicht van plusminus negentig kilo, begon Wolf aan wedstrijden deel te nemen. In 2005, nadat hij als amateur-zwaargewicht reeds enkele prijzen in de wacht had gesleept, waaronder het Duits kampioenschap, bekroonde hij zijn amateurcarrière en werd IFBB-wereldkampioen bodybuilding bij de amateurs, in de klassen zwaargewicht en overall, waarmee hij zijn profcarrière lanceerde. In 2003 trad Wolf met zijn vriendin Katja in het huwelijk. Een bevriende dominee trouwde het stel tijdens een verblijf in de Verenigde Staten, waar Wolf was voor een exhibitie. Zijn vrouw Katja motiveerde Wolf om te stoppen met zijn reguliere baan en zich fulltime op het bodybuilden te gaan richten. Nu hij zijn focus volledig op zijn training, voeding en rust kon leggen, boekte hij snel progressie, waardoor hij de sprong naar de absolute top kon maken. Na een zestiende, vijfde en vierde plek tijdens de Mr Olympia-verkiezingen van resp. 2006, 2007 en 2008, geldt Wolf mogelijk als een van de belangrijkste gegadigden voor een toekomstige titel. In 2009 kon hij dit echter nog niet waarmaken en was niet in staat om de laatste 15 te behalen, wat hem zelfs uitsloot voor de poseerroutines. Hij woont sinds 2002 met zijn echtgenote en stiefdochter in Datteln. Hij traint in Dortmund, bij Fitness-studio Maldener.

## Wedstrijdresultaten
Professioneel
- Mr Olympia 2015, 4de
- Mr Olympia 2014, 4de
- Arnold Classic 2014, 1ste
- Mr Olympia 2013, 3de
- Mr Olympia 2012, 6de
- Arnold Classic 2011, 2de
- Mr Olympia 2010, 5de
- New York Pro 2010, 3de
- Mr Olympia 2009, 16de
- Mr Olympia 2008, 4de
- Mr Olympia 2007, 5de
- Keystone Pro Classic 2007, 1ste
- New York Pro 2007, 3de
- Mr Olympia 2006, 16de
- Grand Prix Spanje 2006, 3de
- Montreal Pro Championships 2006, 5de
- Europa Supershow 2006, 7de